# Santolina rosmarinifolia

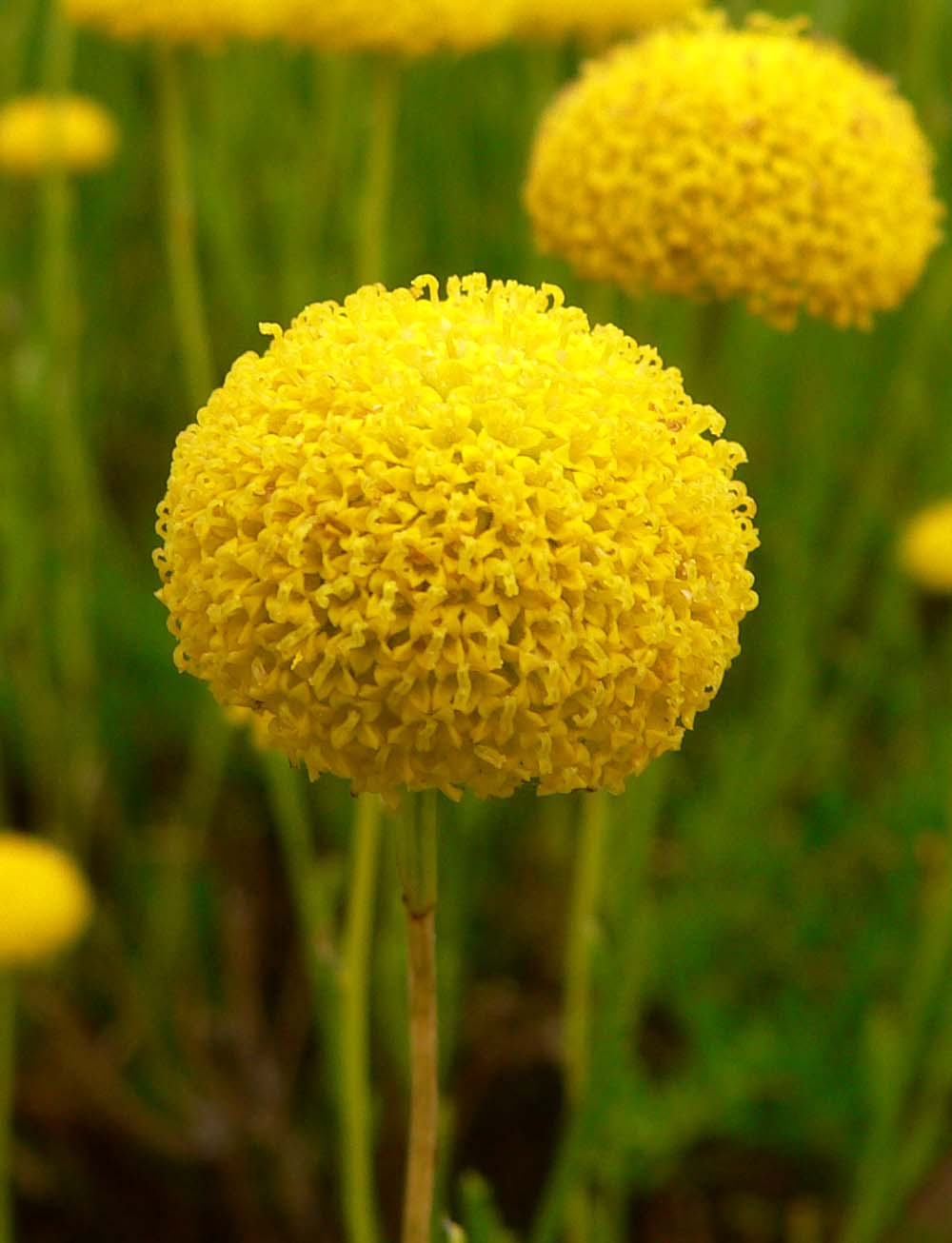
Detall de la inflorescència

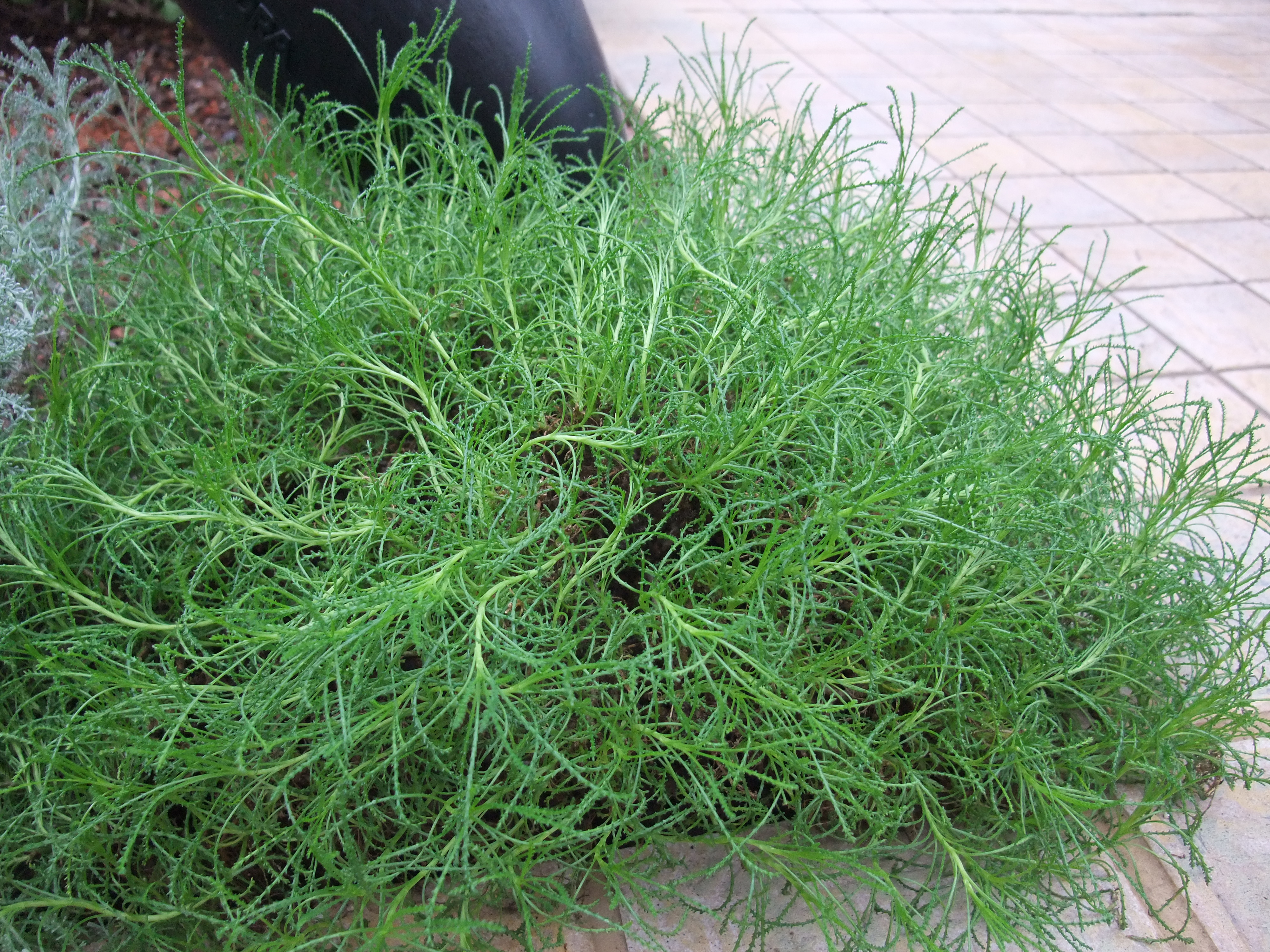
Vista de la planta

Santolina rosmarinifolia és una espècie de planta perenne, de la família de les asteràcies, que aguanta molt bé les condicions seques d'algunes zones de la península Ibèrica. S'utilitza en jardineria pel fet que permet estalviar aigua, ja que s'adapta molt bé a les condicions xèriques extremes.
D'altra banda la seva floració és molt espectacular, ja que de cada tija sorgeix una flor composta de color groc. Branques joves poc o gens llenyoses, herbàcies, verdes. Fulles molt allargades, linears, rugoses, marge amb petits lòbuls o dents, de color verd intens o verd-grisós per l'anvers i blanquinoses pel revers. Inflorescència en capítols terminals solitaris, grocs i de molta densitat. Bràctees aquillades, papiràcies i laciniades. Floració de primavera a l'estiu segons zones i altitud.
Es distribueix pel Mediterrani occidental, a l'interior de la península Ibèrica, (Sistema Central), i al nord d'Àfrica a l'Atles i a la Cabília. Habita a llocs pedregosos i sorrencs, penyals secs. És una planta d'alzinar amb matolls poc densos i pastures de zones muntanyoses des de 1000-1700 msnm. Se la troba sovint en conjunt amb Artemisia campestris, Marrubium vulgare, Chondrilla juncea, Cichorium intybus i Centaurea ornata. Es troben sobre sòls silicis, en desmunts, terraplens, vores de camins i fins i tot a guarets de diversos anys.

## Taxonomia
Santolina rosmarinifolia va ser descrita per Linné i publicada a Species Plantarum 2: 842, l'any 1753.

### Etimologia
- Santolina: nom genèric que deriva del llatí sanctus = "sagrat" i linum = "lli", basada en un antic nom d'una espècie d'aquest gènere.[2]
- rosmarinifolia: epítet llatí que significa "amb les fulles de Rosmarinus".[3]

### Sinonímia
- Santolina rosmarinifolia var. rosmarinifolia
- Santolina rosmarinifolia subsp. rosmarinifolia
- Santolina viridis Willd.[4]